# 八村倫太郎
八村 倫太郎（はちむら りんたろう、1999年7月28日 - ）は、日本の俳優、歌手。ダンスボーカルユニット「WATWING」のメンバー。神奈川県出身。ホリプロ所属。

## 略歴
神奈川県立横須賀高等学校を経て、慶應義塾大学文学部英米文学専攻を卒業。
2019年、大学2年生の時に、ホリプロ主催のStar Boys Auditionに応募しWATWINGのメンバーに選ばれる。
2021年、テレビドラマ『ホメられたい僕の妄想ごはん』で中村慎吾役として俳優デビュー。

## 人物
- 趣味:クランプダンス、料理、曲作り[1]

## 出演

### 映画
- サバカン SABAKAN（2022年8月19日公開、キノフィルムズ）- 金山 役[7]
- 他人は地獄だ（2024年11月15日、イオンエンターテイメント） - 主演・ユウ 役（栁俊太郎とダブル主演）[8]

### テレビドラマ
- ホメられたい僕の妄想ごはん（2021年7月11日 -  9月26日、BSテレ東） - 中村慎吾 役[9]
- 月曜プレミア8 横山秀夫サスペンス「第三の時効」（2021年11月29日、テレビ東京） - 佐伯 役
- 君の花になる[10]（2022年10月18日 - 12月20日、TBS） - 一之瀬栄治 役[11][12]
- 佐原先生と土岐くん（2023年12月1日 - 2024年2月2日、毎日放送） - 主演・土岐奏 役（岐洲匠とダブル主演）[13]
- 御上先生（2025年1月19日 - 3月23日、TBS） - 徳守陣 役[14][15]
- シンデレラ クロゼット（2025年7月2日 - 、TBS） - 黒滝圭佑 役[16]
- FOGDOG（2025年7月22日 - 、読売テレビ） - 豹頭敦史 役[17]

### テレビ番組
- もっと伝わる!即レス英会話（2020年度、 NHK Eテレ） - ショウ 役
- ベレ⚽️とも 〜日テレ・ベレーザ全力応援!〜（2021年9月9日 - 2022年4月30日、j:COM）
- 土曜はナニする!? イケドラ（2023年3月4日 - 25日、関西テレビ） - 主演・八村倫太郎 役[18]
- 王様のブランチ（2024年4月20日 - 、TBS） - レギュラー[19]

### 報道特別番組
- 戦後80年特別番組『なぜ君は戦争に? 綾瀬はるか×news23』ドラマパート（2025年8月14日、TBS） - 復員兵 役[20]

### ラジオ番組
- E★K radio ~Only One Life（2021年4月5日 - 2023年3月27日 、 FM yokohama）
- ZERO-8（2023年4月7日 - 、 FM yokohama）[注 1][21]

### 配信ドラマ
- 御上先生には内緒。 1限目（2025年1月20日、TVer 他） - 徳守陣 役[22]

### 舞台
- 朗読劇『たもつん』（2025年5月16日・17日、IMM THEATER） - しゅうまい 役[23][24]
- 朗読劇『夢から醒めない夢を見よ。』（2025年8月6日、飛行船シアター） - とある男 役[25]

### CM
- Pokekara （株式会社音娯時間エンターテインメント）（2023年6月16日 - ）[26]

## 作品

### 写真集
- record（2023年7月28日、ワニブックス）[27]